# Clarissa Herbst
Clarissa Herbst (* 6. Januar 1981 in Northeim) ist eine deutsche Lehrerin und Politikerin (SPD). Seit Juni 2020 ist sie Mitglied der Hamburgischen Bürgerschaft. Im November 2021 wurde sie zur Beisitzerin im Landesvorstand der SPD Hamburg gewählt. Seit dem 2. November 2022 ist sie Vorsitzende des SPD Distrikts Langenhorn-Nord (bis Dezember 2023 in der Doppelspitze mit Gunnar Eisold). Am 29. Januar 2024 wurde Clarissa Herbst in den Fraktionsvorstand der SPD-Bürgerschaftsfraktion gewählt.

## Leben und Beruf
Clarissa Herbst wurde am 6. Januar 1981 in Northeim geboren. Nach ihrem Besuch des Internatsgymnasiums Pädagogium Bad Sachsa studierte sie Germanistik und Geschichte an der Technischen Universität Braunschweig und der Universität Bielefeld mit dem Schwerpunkt Lehramt an Gymnasien. Von 2006 bis 2008 absolvierte sie den Vorbereitungsdienst, auch Referendariat genannt, mit den Fächern Deutsch und Geschichte beim Studienseminar Stade, ebenfalls mit dem Schwerpunkt Lehramt an Gymnasien.
Von Februar 2009 bis 2016 wirkte sie als Lehrerin am Emil-von-Behring-Gymnasium in Großhansdorf. Seit 2016 unterrichtet sie Deutsch und Geschichte am Coppernicus-Gymnasium in Norderstedt.
Clarissa Herbst ist getrennt lebend und hat zwei Kinder.

## Politik
Bei der 22. Bürgerschaftswahl in Hamburg 2020 trat sie im Wahlkreis Fuhlsbüttel – Alsterdorf – Langenhorn für die SPD an, wurde jedoch nicht in die Bürgerschaft gewählt. Als Dorothee Martin (SPD) im Mai 2020 ihr Mandat in der Bürgerschaft niederlegte, weil sie in den Bundestag nachrückte, rückte Clarissa Herbst am 4. Juni 2020 als rangnächste Kandidatin der Wahlkreisliste Fuhlsbüttel – Alsterdorf – Langenhorn als Abgeordnete in die Bürgerschaft nach.
Sie ist Mitglied in den Ausschüssen für Wirtschaft und Innovation, Verkehr, Öffentliche Unternehmen sowie Schule und Bildung. Im Bereich Startup-Politik setzt sie sich insbesondere für Social Startups und eine Stärkung von Female Entrepreneurship ein. Mit weiteren parlamentarischen Anträgen setzt sich Herbst z. B. für mehr Bildungsgerechtigkeit bei Schülern durch Informationen über Bildungsfinanzierungen wie Stipendien und BAföG und die stärkere Förderung von Frauen im Handwerk ein.